# Guy Klucevsek
Guy Klucevsek (26. února 1947 New York – 22. května 2025 Staten Island) byl americký akordeonista. 
V roce 1996 založil projekt Accordion Tribe, v němž se setkávají akordeonisté z různých zemí. V roce 2010 získal grant od neziskové organizace United States Artists ve výši 50 000 dolarů. 
Během své kariéry vydal řadu vlastních alb a spolupracoval i s mnoha dalšími hudebníky, mezi něž patří například John Zorn, Bill Frisell, Laurie Anderson, Anthony Braxton a Tom Waits.
Zemřel 22. května 2025 v newyorské čtvrti Staten Island ve věku 78 let.